# Ray Brand
Raymond Ernest Brand (sinh ngày 2 tháng 10 năm 1934) là một cựu cầu thủ bóng đá người Anh thi đấu ở vị trí centre half ở Football League cho Millwall và Southend United.